# Iwangorod-Narwskij
Iwangorod-Narwskij (ros. Ивангород-Нарвский, est. Jaanilinna) – stacja kolejowa w miejscowości Iwangorod, w rejonie kingiseppskim, w obwodzie leningradzkim, w Rosji. Położona jest na linii Petersburg – Iwangorod – Tallinn. Jest to rosyjska stacja graniczna na granicy z Estonią.

## Historia
W okresie międzywojennym była estońską stacją graniczną na granicy ze Związkiem Sowieckim (granica estońsko-sowiecka przebiegała wówczas inaczej niż współczesna granica estońsko-rosyjska). Nosiła wówczas nazwę Jaanilinna. Po rozpadzie ZSRR stała się rosyjską stacją graniczną na granicy z Estonią.

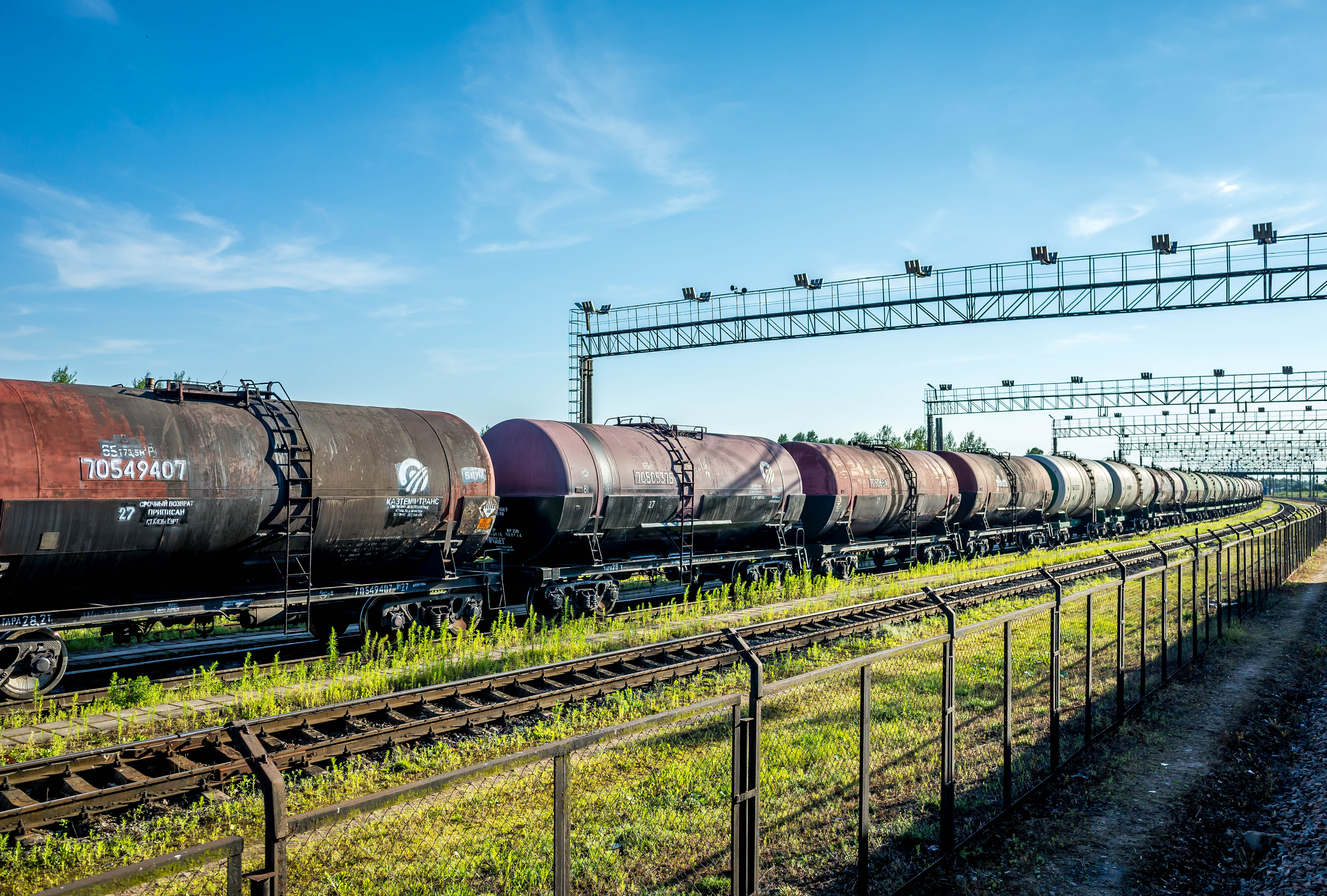
torowisko